# Yu Youren
Yu Youren (Chinois: 于右任; pinyin: Yú Yòurèn) ; (11 avril 1879 – 10 novembre 1964) était un éducateur, un chercheur, un calligraphe et un homme politique de la république de Chine (Taïwan).

## Biographie
Yu Youren est né le 11 avril 1879 dans la ville de Hedaogang dans le xian de Sanyuan, province du Shaanxi en Chine. Son père s'appelait Xin Sangong et sa mère était surnommée Zhao. En 1880, alors que son père travaillait au Sichuan, sa mère est décédée et sa tante l'a emmené vivre au village de Yangfu pendant neuf ans. Après avoir été pendant quelque temps gardien de chèvre, il est allé dans l'école privée du temple Mawang à Yangfu où il a suivi les cours de Mr. Diwu. En 1889, il est revenu avec sa tante à Sanyuan et est entré à l'école de Mao Banxiang, où il a étudié les formes anciennes et modernes de poésie. À l'âge de 17 ans, il est arrivé premier aux examens d'entrée et a étudié à l'académie Dao à Sanyuan, l'académie Weijing à Jingyang et l'académie du Guanzhong. En 1898, il a épousé Mme Gao Zhonglin.

## Engagements révolutionnaires
En 1900, à l'âge de 22 ans, Yu Youren écrit une lettre au Commissaire pour la Pacification du Shaanxi, Cen Chunxuan, l'implorant d'assassiner l'impératrice Cixi qui fuyait vers le Xi'an lors de la révolte des Boxers et de créer ainsi un élan pour une réforme réelle du gouvernement. Son camarade de classe Wang Linsheng le dissuade cependant d'envoyer la lettre. À la même époque, Yu écrit de nombreux poèmes exprimant sa colère et sa frustration face à la politique du gouvernement des Mandchous. Ces poèmes ont été publiés avec l'aide de son ami Meng Yimin dans un livre intitulé Poetry Drafts from the Hall of Tears and Mockery.
EN 1903, Yu Youren réussit le concours de Jǔrén (舉人) pour entrer dans la fonction publique impérial au niveau provincial. Les autorités prennent connaissance de son ouvrage Poetry Drafts from the Hall of Tears and Mockery et l'accusent d'être un révolutionnaire. Yu Youren doit alors s'enfuir et se réfugier à Shanghai. Avec l'aide de Ma Xiangbo, il réussit à entrer à l'université l'Aurore sous le prête-nom de Xueyu.  Avec Ye Zhongyu et d'autres, Yu crée l'école Fudan (qui deviendra l'université Fudan (Shanghai)), en souvenir des jours passés à l'Université l'Aurore (Il reprend le caractère dan de Zhendan, le nom chinois pour Aurore et y ajoute le caractère fu, pour « renaissance » de la Chine). Ma Xiangbo est élu président de l'école. 
En 1906, Yu part au Japon lever des fonds pour créer un journal. Au Japon il rencontre Sun Yat-sen et est introduit au sein de la société secrète Tongmenghui à laquelle il adhère officiellement. À son retour en Chine en 1907, il lance un journal, le quotidien de Shenzhou, mais ses bureaux sont détruits par un incendie moins d'un an plus tard. En 1908, son père décède. En mars 1909, Yu crée un nouveau journal, « La voix du peuple » (Minzhu Bao) à Shanghai, qui dénonce avec véhémence la culture de corruption au sein du gouvernement. Rapidement cependant, les autorités l'arrêtent et l'envoient en prison et son journal est définitivement fermé en juin 1909. Sans se décourager, en 1910, Yu Youren crée un nouveau périodique, « Le Soupir du Peuple » (Minxu Bao) mais il est à nouveau jeté en prison et son journal fermé au bout de deux mois. En 1910 il crée le Min Li Bao ou journal du peuple qui inclut, pour la première fois, des informations internationales et parvient à être diffusé à travers tout le pays. Son journal joue un rôle important pour donner à Sun Yat-sen une stature nationale et diffuser l'esprit révolutionnaire à travers toute la Chine.

## Après la Révolution Xinhai de 1911

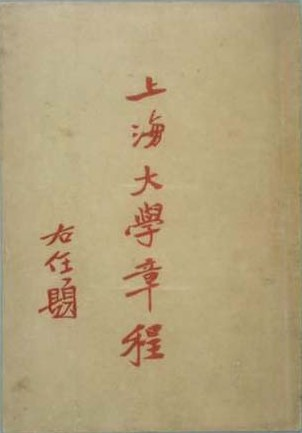
Yu Youren, Université de Shanghai.

Le 1er janvier 1912, après la révolution Xinhai, Sun Yat-sen proclame la république de Chine dont il assume la charge de président provisoire. Yu Youren est nommé au poste de ministre adjoint au transport et à la Communication dans le nouveau gouvernement. Trois mois plus tard cependant, Sun-Yatsen est contraint à la démission et est remplacé par Yuan Shikai, le commandant de l'Armée de Beiyang. Le 25 août, le Tongmenghui et différents groupes nationalistes se dissolvent pour fonder ensemble le Kuomintang. Dans les années qui suivent, la répression s'abat sur les partisans du Kuomintang ; le journal Min Li Bao est fermé et Yu Youren, recherché, doit entrer dans la clandestinité. 
En 1918, Yu Youren retourne dans sa province natale de Shaanxi et prend la direction des forces chargées des activités révolutionnaires dans le Nord-Ouest. En 1922, son poste de commandement est supprimé et il revient à Shanhai où il crée, avec Ye Chucang, l'université de Shanghai et en prend la direction. En 1925, il reçoit l'ordre d'organiser avec Wu Zhihui, Wang Jingwei etc. le comité des affaires politiques du Kuomintang. En 1927, Yu Youren devient membre permanent du comité chargé des questions militaires dans le gouvernement nationaliste installé à Nankin. L'année suivante, il devient directeur de l'audit. En 1932, il est nommé au poste de directeur du Yuan de contrôle, un des cinq comités chargés de contrôler les comptes publics et de contrôler l'action du gouvernement (sorte de Cour des comptes et de Conseil d’État). Il reste à ce poste pendant 34 ans et se montre un allié politique précieux pour le chef du gouvernement nationaliste, Tchang Kaï-chek .
En 1936, Yu Youren rassemble des exemples de caractères chinois dans une compilation intitulée Thousand character essay in Standard Cursive Script. Il fait également don de sa collection de plus de trois mille copies papier des stèles, réalisées par décalquage à l'encre au musée Beilin de Xi'an. En 1941, avec d'autres membres du monde de la culture et des arts, il prend l'initiative de faire du cinquième jour du cinquième mois lunaire, la journée des poètes. Il rencontre aussi le peintre Zhang Daqian à Dunhuang dans le Nord-Ouest de la Chine. Y ayant constaté l'ampleur des destructions subies par le patrimoine artistique de Dunhuang, il propose, dès son retour au siège du gouvernement à Chongqing, de créer une académie des Arts à Dunhuang.

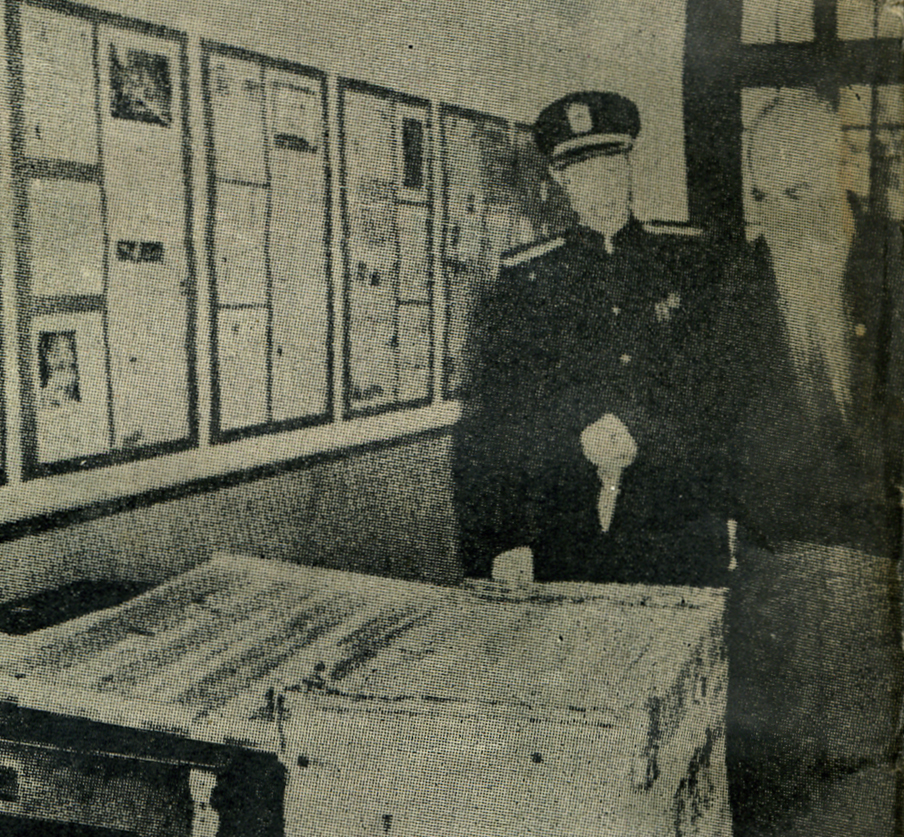
Yu Youren (à droite) en train de déposer son bulletin pour l'élection des représentants à la convention du Kuomintang en 1947.

En 1948, il se présente aux élections pour le poste de vice-président de la République mais il est battu par Li Zongren. Après la conquête de la Chine continentale par les forces communistes, Yu Youren rejoint le gouvernement du Kuomintang à Taiwan en 1949.

## A Taiwan
En 1950, après l'installation du gouvernement du Kuomintang, Yu Youben devient membre de son comité d'examen gouvernemental. En 1956, il reçoit le premier prix littéraire national du Ministre de l'éducation. Alors qu'il met en ordre ses carnets de souvenirs, Yu Youben écrit en 1962 des poèmes exprimant sa souffrance de ne pas pouvoir rentrer dans sa ville natale en Chine. Il meurt d'une pneumonie en 1964 à l’hôpital militaire de Taipei. En 1967, ses restes sont transférés sur la Montagne de Datun Mountain dans le parc national de Yangmingshan à Taipei. 
En 1966, une grande statue en bronze représentant Yu Youren est placée au sommet du Yu Shan (la montagne de Jade). Elle a été détruite en 1996 par des partisans de l'indépendance de Taiwan.

## Calligraphie
Yu Youben était un spécialiste de la calligraphie et il est considéré comme l'un des maîtres chinois modernes de cet art. Ses œuvres tant cursives que semi-cursives sont animées de manière particulièrement intense. Son style d'écriture est très connu et recherché par les collectionneurs. Yu Youben a réalisé de nombreuses œuvres à l'encre, sculptures sur pierres et plaques titres à Taipei, y compris pour le musée national de l'Histoire, le restaurant Din Tai Fung, le Temple Xingtiang et la Résidence officielle Shilin.
L'association Pamir Snow Gnawing (帕米爾齧雪同志會) a créé un parc culturel, dans une partie montagneuse, calme et reculée de la ville de Taipei appelée Wuzhishan. Le Parc commémore l'épopée des 300 soldats du Kuomintang qui durent se cacher dans les montagnes de Pamir après la fin de la guerre civile et réussirent à rejoindre Taiwan. On trouve sur le site des calligraphies et des poèmes de Yu Youren gravés dans des pierres et des affleurements rocheux. Sur les collines, l'association a érigé un monument commémoratif. Chaque caractère dessiné par Yu Youren a été gravé dans des plaques de marbres individuelles et incrusté dans un pilier en béton.

## Galerie

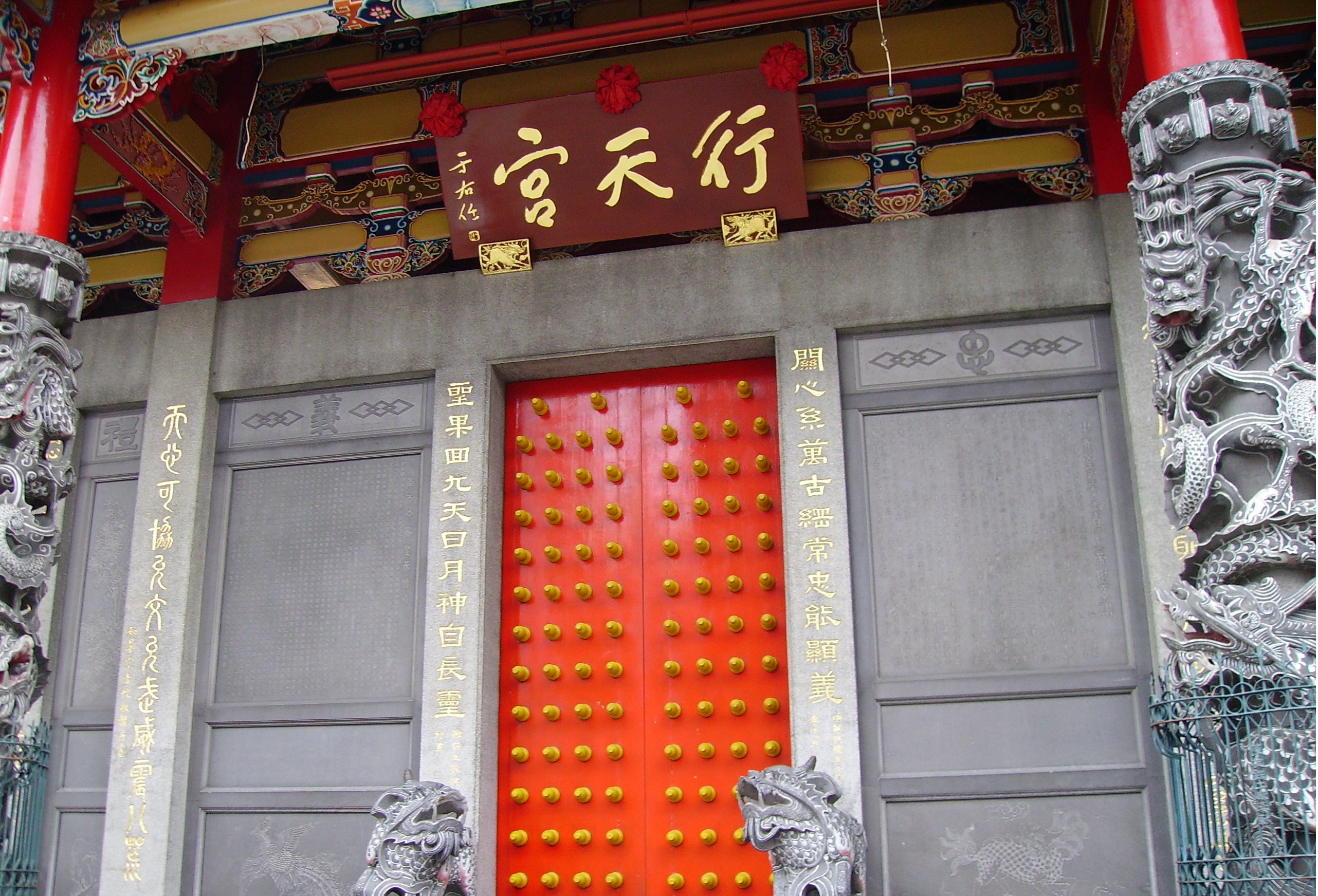
Titre plaque de  Yu Youren au Temple Xingtian à Taipei.
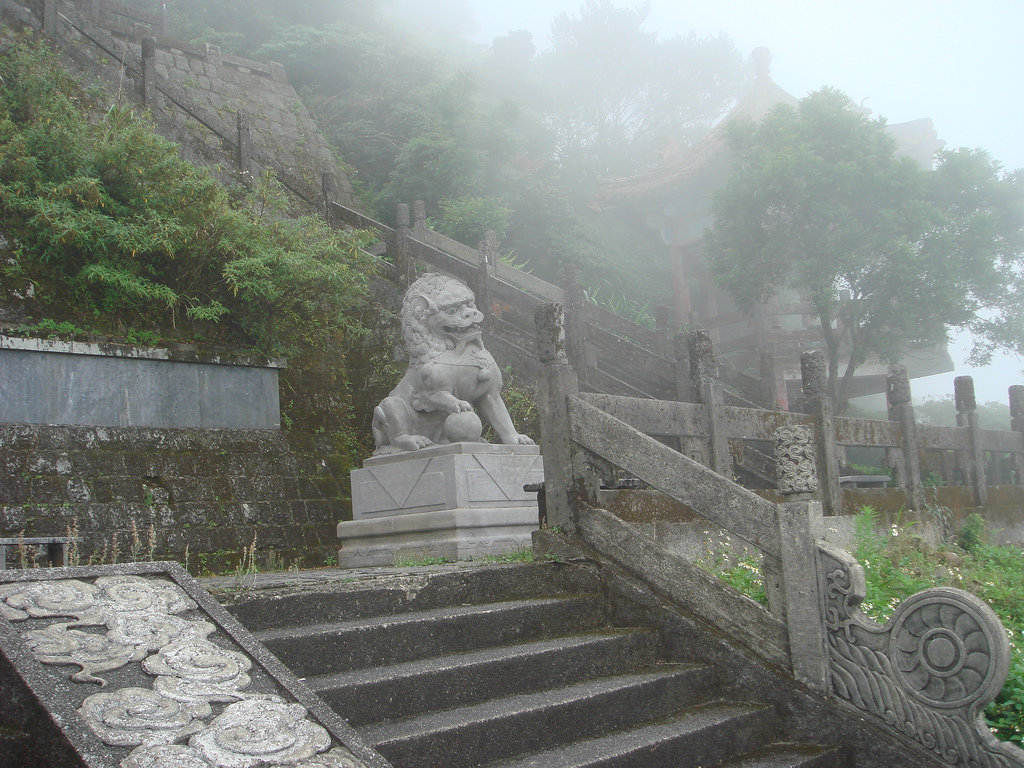
Lion gardien des temples à l'entrée de la tombe de Yu Youren au parc national de Yangmingshan, Taipei.
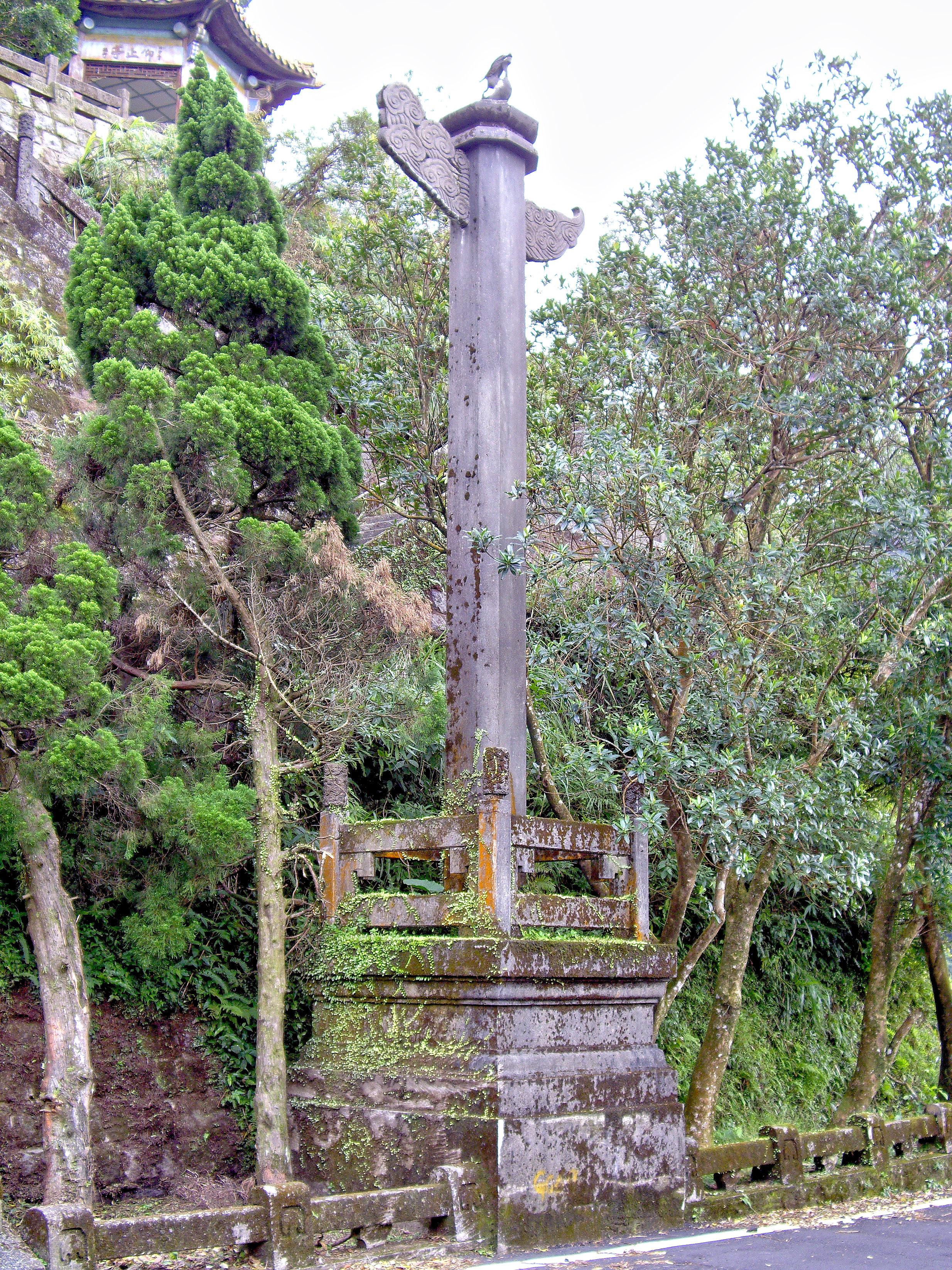
Shendaozhu sur la tombe dans de Yu Youren au parc national de Yangmingshan, Taipei.